# Milleretta rubidgei
Milleretta era un rettile anapside della famiglia dei Millerettidi, vissuto in Sudafrica nel Permiano superiore, che poteva raggiungere una lunghezza di 60 cm.
Piccolo e simile a una lucertola, Milleretta era un agile cacciatore di insetti. A causa della coppia di fenestrature nel cranio, alcuni paleontologi, in passato, avanzarono una teoria, oggi abbandonata, secondo cui Milleretta, o un suo stretto parente, sarebbe stato l'antenato del gruppo più evoluto di rettili, i diapsidi (con due paia di fenestrature nel cranio). A questo gruppo appartengono quasi tutti i rettili attuali nonché i dinosauri e gli pterosauri estinti. In realtà, il più antico diapside a noi noto, l'areoscelide Petrolacosaurus risale al Carbonifero superiore, 40 milioni di anni prima che si evolvessero i millerettidi.